# سیارک ۲۶۸۲
سیارک ۲۶۸۲ (به انگلیسی: 2682 Soromundi، نامگذاری:1979MF4) دو هزار و ششصد و هشتاد و دومین سیارک کشف شده‌است که در ۲۵ ژوئن ۱۹۷۹ کشف شد.
قدر مطلق سیارک برابر ۱۳٫۸۰ است.